# Rio Sergipe
Rio Sergipe är ett vattendrag i Brasilien.   Det ligger i delstaten Sergipe, i den östra delen av landet, 1 300 km öster om huvudstaden Brasília.